# Cable早晨
Cable早晨（英語：Morning Cable）是香港有線新聞有限公司製作的兩小時直播早晨新聞節目，以輕鬆並帶著朝氣活力的方式，為早上剛醒來的觀眾提供各類型新聞資訊。
節目賣點為其獨有的環節，即互動形式的天氣報告和今日新聞焦點。在頭一節先由主播在直播室的電視牆前闡釋香港天文台的即日及未來數天天氣預測，透過直播鏡頭描述戶外即時天色狀況，觀測雲層、陽光與能見度變化。在每半小時的節目尾聲，會預告當日的數個新聞焦點，預視觀眾時事動向。此外，亦有今日社評和報章摘要環節，提供當日報章的觀點。
而為了令節目生動、讓觀眾有親切感，主播、編輯和導播早於節目開始前三小時——即凌晨四時——便要開始準備，訂出主打新聞、構思開場白，以及互動形式的天氣環節。節目歷年來經過最少數次改革。
節目每半小時開始一遍，每次分三部份播出，以廣告劃分。節目最初只於有線新聞台（第9頻道）播映。其後，有線第1台（第4頻道）亦開始同步播映；而有線財經資訊台（第8頻道）曾於星期一至五早上非港股交易日亦會聯播，直至2018年7月30日因《創富早餐》停播，港股交易日起亦會同步播映。有線新聞踏入高清時代後，節目同時於有線高清新聞台（第209頻道）播出。免費電視頻道HOY TV（第77頻道）及HOY資訊台（第78頻道）分別於2018年元旦和2022年11月21日起同步播出。
當有突發事件發生時，會暫停各環節，由主播和記者透過直播畫面或最新片段，作即時的旁述和報道。香港其他電視台的早晨新聞節目有無綫電視的《香港早晨》和Now TV的《Now早晨》（ViuTV稱為《早晨新聞》）。本節目為於2018年1月1日之前，唯一沒有在香港免費電視台播出的早晨新聞節目。
節目曾以每半小時分三部份播出，首節主播先以數分鐘時間把重點新聞包括本港、國際、財經和體育消息，按重要和觀眾關心程度概述一遍，但近年已取消此安排，並恢復每半小時兩節播出。

## 歷史
- 2001年1月29日，節目正式播映，當時節目時間為逢星期一至五早上6時至9時。節目播放初期曾派遣記者擔當交通報導員，但由於成本高昂，有關安排在不足一年的時間內取消。另外，本節目會邀請嘉賓在節目中進行訪問，不過有關安排在2002年取消。
- 2006年10月31日，荃灣有線電視大廈發生一級火警；正在直播的《Cable早晨》暫停，新聞報道須改於中環直播室進行[2]。
- 2009年3月上旬起，取消閱讀報章頭版消息的安排，改為閱讀報章摘要。
- 2009年8月31日起，節目以全新面貌登場。節目時間改為早上7時至9時播映，並取消報導交通消息及天氣報告的環節。節目開始時主播站立在虛擬電視幕牆旁描述當天的天氣狀況，接着用數分鐘簡述重點新聞，下一節才會詳細報導新聞內容。節目中的背景及版面亦更換為新版本。
- 2013年12月9日，節目以全新面貌登場。
- 2014年9月中旬起，由於佔領中環行動，節目改為實境直播室進行直播。主播台後面的平面電視熒幕則顯示「上午要聞」。
- 2015年4月，節目重新使用虛擬場景進行直播。
- 2016年1月1日，節目採用高清拍攝，改於全新直播室進行直播。描述當天的天氣狀況時亦會直播香港各地的畫面，例如維港、荃灣、黃大仙、沙田城門河、紅磡海旁、觀塘海旁等。但由於成本高昂，有關安排在不足半年後已改回以有線電視設置的戶外遙控攝影機所拍攝到的即時影像報道即日天氣。
- 2016年11月9日，由於播放美國大選特備節目，本節目暫停播映。
- 2018年1月1日，奇妙電視中文台（現稱「香港開電視」）開始播放本節目；節目同時在有線新聞台、有線第1台和奇妙電視中文台（現稱「香港開電視」）聯播，2月14日顯示有線新聞台的天氣、時間資訊列。
- 2018年7月30日，因《創富早餐》停播，有線財經資訊台逢港股交易日開始播放本節目；節目同時在有線新聞台、有線第1台、有線財經資訊台和奇妙電視中文台（現稱「香港開電視」）聯播，但與有線新聞台、有線第1台和奇妙電視中文台不同，有線財經資訊台顯示的是自身的天氣及時間資訊列。
- 2018年11月5日，節目更換片頭及螢幕佈景。
- 2019年12月3日起，有線第1台停播並合併為有線綜合娛樂台（301/371頻道），節目繼續在有線新聞台、有線綜合娛樂台、有線財經資訊台和香港開電視聯播，但有線綜合娛樂台只聯播上午8時至9時的時段，且不似有線第1台播放時期顯示有線新聞台的天氣、時間資訊列及新聞跑馬燈。
- 2020年4月20日起，Cable早晨改回以虛擬場景進行直播。
- 2020年5月27日起，Cable早晨改回以實景直播室進行直播。
- 2020年12月2日起，Cable早晨改為逢整点直播。
- 2022年10月17日起，Cable早晨停止在有線綜合娛樂台播出。
- 2022年10月18日起，因應香港開電視改名為HOY TV，本節目並繼續於本頻道播映。
- 2022年11月21日起，因應HOY資訊台正式啟播，節目同時在該台播出。
- 2023年6月1日起，因應收費電視有線新聞台、有線財經資訊台停播關係，本節目繼續在免費頻道HOY TV、HOY資訊台播放。
- 2024年8月26日起，Cable早晨停止在HOY TV台播出。

## 場景
從2001年至2014年，節目於荃灣有線新聞中心的虛擬場景中進行。虛擬場景由電腦設計，從2001年啟播至2014年，虛擬場景轉變過九次，如2002年的兩次、2003年的一次、2008年的一次、2009年8月的一次。此外，場景中亦有一些真實的擺設，如桌子、供主播使用的手提電腦等。片頭則於2002年、2003年、2004年1月5日、2009年8月31日及2013年12月9日轉變設計。
由2014年9月中至2015年4月，節目一度改用實景直播室進行直播。到2015年6月中，節目再次用虛擬場景進行直播。2016年1月1日起，節目採用高清拍攝，於全新實景直播室進行直播。

## 節目內容和環節
- 天氣消息（節目的第一部份）
- 本港及國際新聞（節目的第一及第二部份）
- 早晨財經（星期一/非美股交易日翌日：8:00、8:30第二部份；星期二至五：節目的第二部份）
- 早晨體育（節目的第二部份）
- 每日焦點（節目的最後一部份）

### 已經取消的內容和環節
- 重點新聞（節目的第一部份，2009年8月31日起增設，到2018年取消）
- 今日新聞焦點（不定期：節目的第二部份結尾，到2020年12月取消）
- 報章摘要（7:30、8:30第二部份，到2020年12月取消）
- 新聞刺針（不定期，到2020年12月取消）
- 今日社評（7:00、7:30、8:00、8:30第二部份，到2025年1月取消）
- 新聞通識（星期一、三、五：7:00、7:30最後一部份，待查)
- 小事大意義（星期二、四：7:00、7:30最後一部份，待查）
- 日日有頭條（8:00、8:30最後一部份，待查）

## 主播安排
Cable早晨由兩位有線電視主播主持，通常為一男一女年輕主播，或者兩位女年輕主播，以配合節目的活力、輕鬆形象。
節目當年剛開始播映時由張宏艷和莊安宜負責，初時還有一位財經主播一同在虛擬場景中主持。亦曾由較資深的王靜茵和關善茹配上新加盟的主播以作培訓。
2009年8月31日起，全新面貌的Cable早晨，初期由盧頌萱和王春媚負責。至11月中，由王沛然取代王春媚主持；2010年3月下旬起，張曉雯取代王沛然主持。而關善茹亦會間中主持。
2010年5月10日起，由王春媚及關善茹主持；5月中旬起，由游安怡取代關善茹主持。8-9月期間，黃凱欣一度主持Cable早晨。同年9月13日起，由關善茹及羅慧沁主持，但在翌日起，便由游安怡取代關善茹主持。在9月27日起，恢復由關善茹及羅慧沁主持。
2013年12月9日起，經改革後的Cable早晨由張靜文及張惠萍主持，其後另外數名主播麥恬昕、胡凱文相繼加入。
2020年12月2日起，因有線新聞多人被裁員，包括多名新聞主播和記者被裁，Cable早晨也在該天起由兩位主播改為一位主播單獨主持。

## 主播
| 現任主播 | 現任主播 | 現任主播 | 現任主播 | 現任主播 | 現任主播 |
| -------- | -------- | -------- | -------- | -------- | -------- |
| 王巧     | 陳書君   | 袁思行   | 梁翠麗   | 陳海雯   |          |
| 李晧然   | 梁思行   |          |          |          |          |
| 前任主播 |          |          |          |          |          |
| 張宏艷   | 陳倩茹   | 吳嘉佩   | 呂榮淳   | 容婉華   |          |
| 余家敏   | 劉家業   | 崔海珊   | 胡天衡   | 黃凱欣   |          |
| 羅慧沁   | 王沛然   | 盧頌萱   | 張惠萍   | 朱恩蓓   |          |
| 鄭閩菁   | 莊安宜   | 胡凱文   | 曾美華   | 蔡穎芯   |          |
| 王靜茵   | 鄭源源   | 張嘉雯   | 張靜文   | 佘掌毅   |          |
| 梁靖雯   | 潘詠兒   | 李冠霖   | 林子恆   | 麥恬昕   |          |
| 黃嘉如   | 林伽遙   | 蕭梓恒   | 黃穎嘉   | 陳佩霞   |          |
| 許婷婷   | 陳雅怡   | 李淑欣   | 林善懿   | 陳海雯   |          |
| 游安怡   | 陳洛鈞   | 王春媚   | 郭煒莊   | 黃婧宜   |          |
| 劉紫鳳   | 郭舒揚   | 張曉雯   | 張淑嫻   | 何靜雯   |          |
| 林嘉怡   | 關善茹   | 余茵娜   | 廖淑怡   | 蔡家俊   |          |
| 王穎琪   | 李文欣   | 嚴婉茵   | 梁思齊   | 錢穎嘉   |          |
| 陳凱筠   | 梁家正   | 鄧曉賢   | 羅添盈   | 麥舜然   |          |